# Markgrafenstil
Der Markgrafenstil ist ein Kirchenbaustil des 18. Jahrhunderts, insbesondere in den protestantischen Gebieten der Markgraftümer Brandenburg-Ansbach und Brandenburg-Bayreuth. Die betreffenden Kirchen werden als Markgrafenkirchen bezeichnet. Einer der führenden Baumeister war der Ansbacher Landbauinspektor Johann David Steingruber (1702–1787).

## Geschichte
Seit karolingischer Zeit gab es befestigte Kirchengebäude, sogenannte Wehrkirchen. Oft wurden die um die Kirchen liegenden Friedhöfe in die Befestigung einbezogen. Es entwickelten sich die Wehrfriedhöfe. Dem Burgenbau nachempfunden, umgab man sie manchmal mit starken und hohen Mauern. So entstanden die Kirchenburgen.
Zahlreiche dieser Kirchengebäude wurden nach der Reformation um- bzw. neugebaut. Der Protestantismus fand seinen Ausdruck in der veränderten Gestaltung, dem sogenannten Markgrafenstil. Eine Urkunde zur Grundsteinlegung begründet dies so: „Eine mit Finsternus vorher erfüllte Kirche stehet nun in vollen Licht. Vor ungefehr Zwey Hundert Jahren wurde dieselbe von der Finsternus des Pabstuhms befreyet, und mit dem Licht der Himmlischen Wahrheit bestrahlet anheute ... müste auch das dunckele des Gebäudes sich verlieren als durch gegenwärttigen Stein der Grund zu dieser Licht erbauten Kirche geleget worden. ...“ Nach evangelischem Verständnis wurde in der räumlichen Zuordnung optisch sichtbar herausgestellt, dass „evangelisch-lutherischer Glaube und Theologie nur das eine Sakrament des Wortes, das als hörbares Wort in der Predigt und als sichtbares Wort in den Sakramenten Taufe und Abendmahl sich der Gemeinde mitteilt“, kennen. Als Grundtyp einer selbstständigen evangelischen Kirchenbaukunst gilt die bereits 1560 geweihte Stuttgarter Schlosskirche.
Am Ende des 17. Jahrhunderts beeinflussten die in die protestantischen Gebiete der Markgraftümer Brandenburg-Ansbach und Brandenburg-Bayreuth geflohenen Calvinisten mit ihrem reformierten Bekenntnis den Baustil. So entstanden im 18. Jahrhundert die sogenannten Markgrafenkirchen in den genannten Herrschaftsbereichen. Auch Schlossbauten wie die Residenz Ansbach oder Schloss Rentweinsdorf waren von dem Stil beeinflusst.

## Merkmale

### Außenansicht
Ein schlichter äußerer Baustil nimmt bereits Elemente des Klassizismus vorweg und prägt viele Kirchenbauten. Nur Lisenen und auch große hohe Fenster oder mehrere Fenster übereinander unterbrechen die einfache Fassade.
In der Regel ist der Grundriss des Langhauses rechteckig, bei Neubauten fehlt der Chor und bei Umbauten wurde er durch eine Wand abgetrennt.
Der Turmstumpf stammt meist aus der Vorgängerkirche und erhielt einen Aufsatz, in dessen achteckigem Turmobergeschoss der Glockenstuhl steht. Das Dach des Turms hat verschiedene Erscheinungsformen. Sehr häufig anzutreffen sind die Spindelhaube, die Zwiebelhaube und die Welsche Haube.

### Innenraum

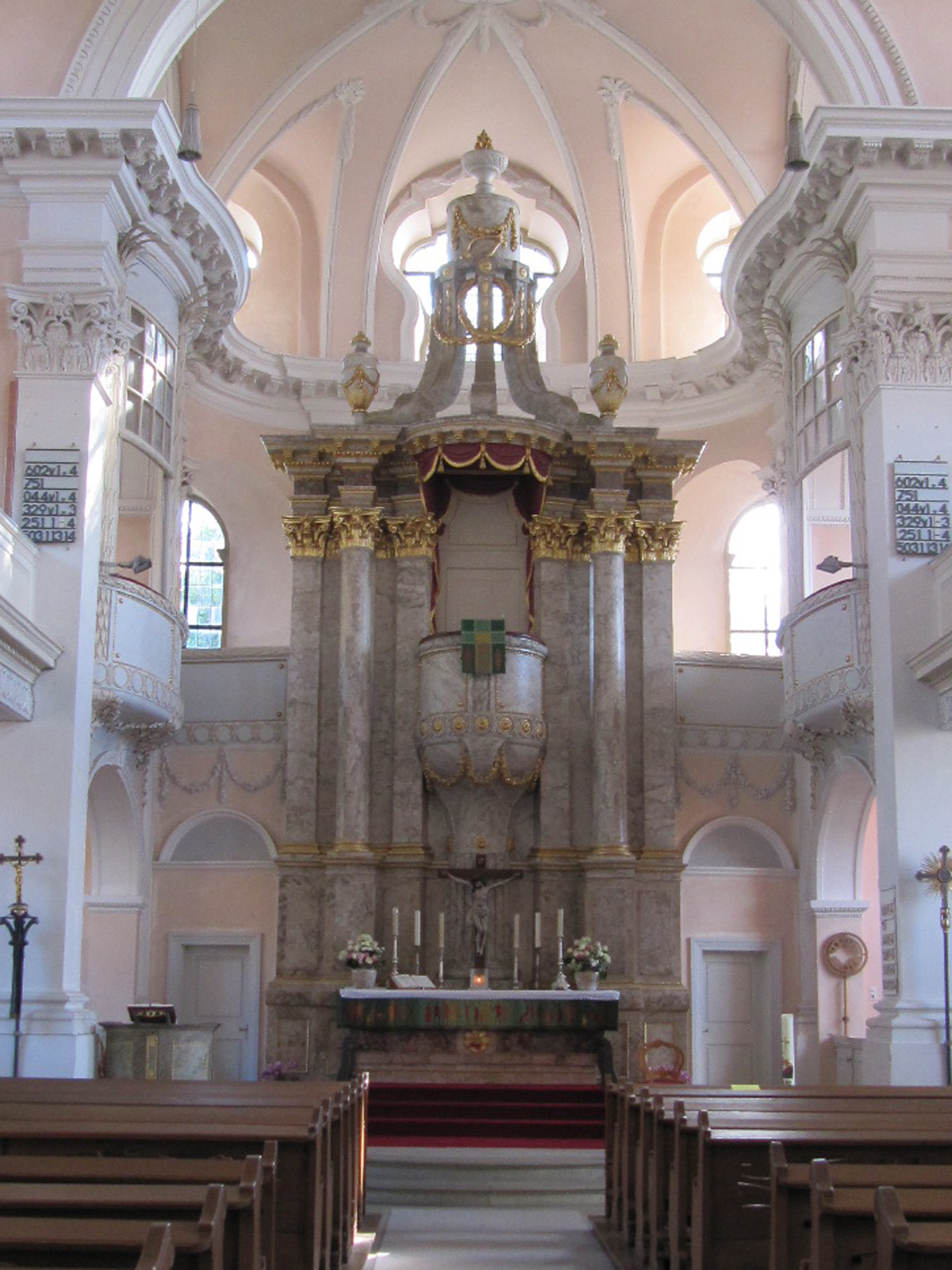
Kanzelaltar der evangelisch-lutherischen Grafschaftskirche Castell

Das Innere ist ursprünglich in schlichten Farben gehalten (weiß, hellblau, grau). Schmuck fehlt, nur an Kanzel und Altar sind Vergoldungen zu finden. Weitere Ausschmückungen erhielten heutige Kirchengebäude später oder in jüngster Zeit.
Da Predigt und Sakrament gleichwertig und bestimmend für den evangelischen Gottesdienst sind, sind Kanzel, Altar und Taufstein räumlich zusammengefasst, in der Regel auf der Ostseite des Kirchenraums.

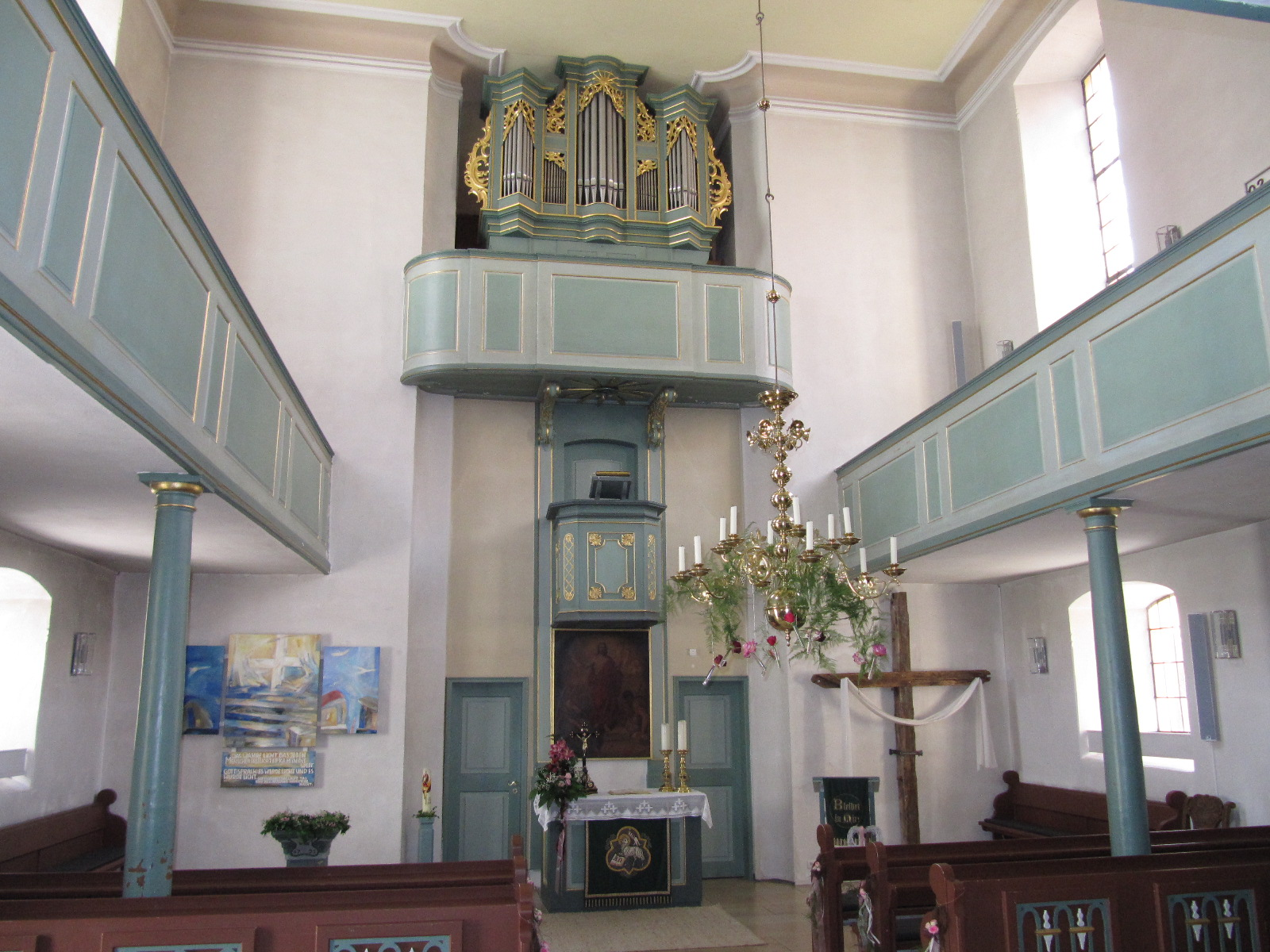
Kanzelwand in der evangelischen Kirche St. Bartholomäus von Rödelsee

Durch das Einfügen der Kanzel mit Schalldeckel in eine Rückwand hinter dem meist freistehenden Altar wird eine noch engere optische Einheit geschaffen, der Kanzelaltar. Für große Altarbilder ist kein Raum mehr. Es ist jedoch genügend Platz vorhanden, dass beim Abendmahl die Teilnehmer auf der einen Seite das Brot empfangen und hinter der Rückwand vorbeigehen können, um auf der rechten Seite den Wein zu erhalten.
Sind Kanzel und Altar in eine eingepasste oder freistehende Wand aus Stein oder Holz eingefügt, spricht man von einer Kanzelwand. Sehr häufig findet darüber auf der Empore noch die Orgel ihren Platz.
Durch die Betonung der Gleichstellung von Wort und Sakrament rückt der Ort der Taufe, der Taufstein, vom Kircheneingang oder aus einer Seitenkapelle vor den Altar. Dem Besucher wird vor Augen geführt, dass er nur über die Taufe den Zugang zum Altarsakrament erhält.
Charakteristisch für diese Predigtkirchen sind die umlaufenden, oft mehrstöckigen Emporen. Man schuf damit zahlreiche Sitzplätze neben der Bestuhlung im Kirchenschiff. Ein Herrensitz für den Ortsadeligen auf der ersten Empore hatte in der Regel einen separaten Zugang und war zum übrigen Kirchenraum hin abgeschlossen.

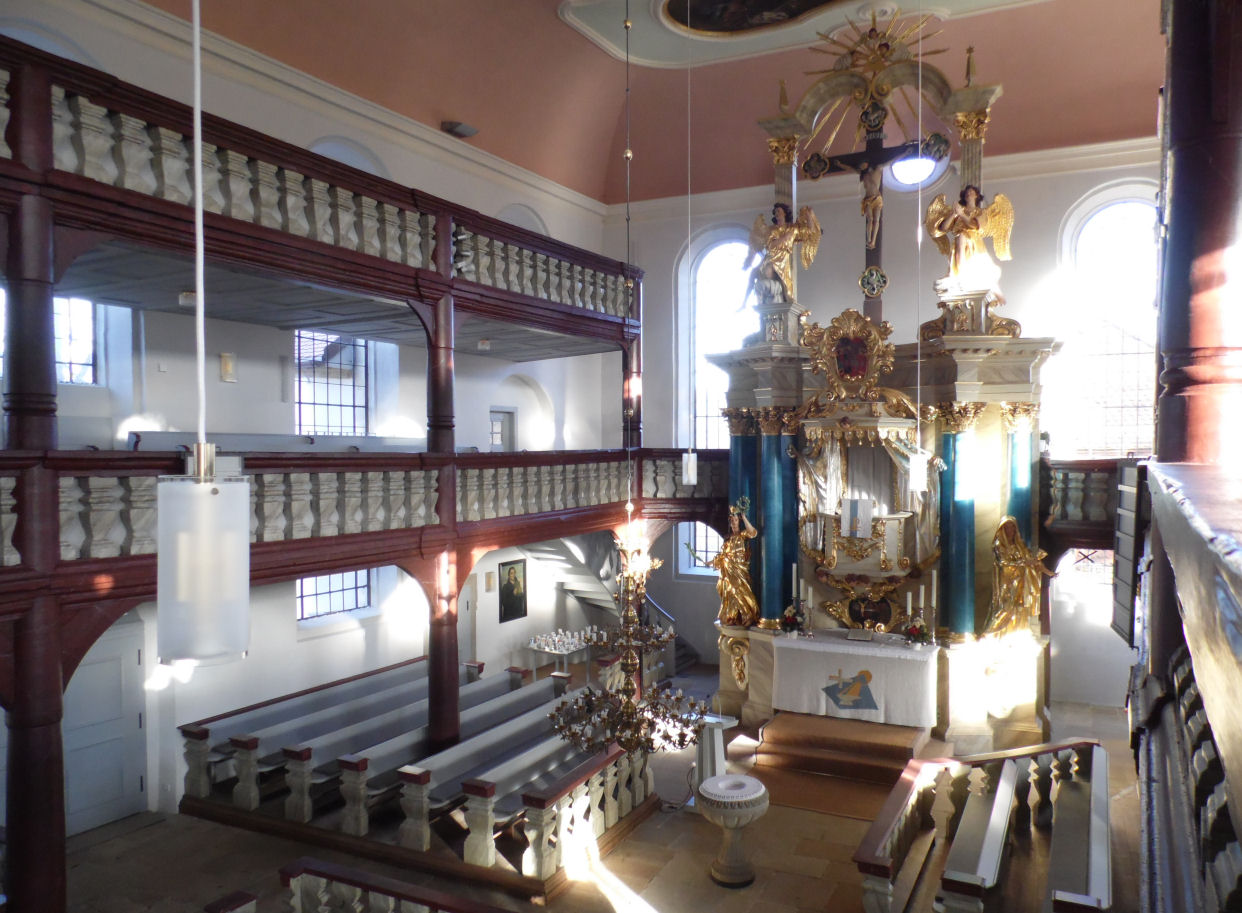
Kanzelaltar und Emporen der evangelisch-lutherischen Pfarrkirche in Weidenberg

## Markgrafenstilkirchen

### Oberfranken
In Oberfranken existieren 59 Markgrafenkirchen, darunter
- Maria-Magdalena-Kirche in Arzberg
- Ordenskirche in Bayreuth
- Schlosskirche Bayreuth, einzige heute katholische Kirche im Markgrafenstil[4]
- Spitalkirche Bayreuth
- Stiftskirche St. Georgen in Bayreuth
- Pfarrkirche St. Johannis in Bayreuth
- Dreifaltigkeitskirche in Bad Berneck
- St. Walburga in Benk
- St. Bartholomäus in Bindlach
- St. Margarethen in Brand bei Marktredwitz
- St. Ägidius (Eckersdorf)
- St. Bartholomäus in Emtmannsberg
- St. Michael in Heiligenstadt
- Marienkirche in Himmelkron
- Martinskirche in Kautendorf
- Michaeliskirche in Kirchenlamitz
- Pfarrkirche in Konradsreuth
- Evangelisch-lutherische Pfarrkirche in Krögelstein
- Evangelisch-lutherische Spitalkirche in Kulmbach
- Schlosskirche in Lahm
- St. Nikolaus in Marktleuthen
- St. Bartholomäus (Mistelbach)
- Heilig-Geist-Kirche in Marktredwitz
- Pfarrkirche Unserer Lieben Frau in Nemmersdorf
- Dreifaltigkeitskirche in Neudrossenfeld
- St. Laurentius in Neunkirchen am Main
- Friedhofskirche in Oberkotzau
- St. Susannae in Plech
- St. Johannis in Röslau
- St. Bartholomäus in Schauenstein
- Markgrafenkirche Seibelsdorf
- St. Laurentius in Thurnau
- St. Johannes in Trebgast
- Trinitatiskirche in Unterlauter
- Dreifaltigkeitskirche in Warmensteinach
- Evangelisch-lutherische Pfarrkirche St. Michael in Weidenberg
- Evangelisch-lutherische Stadtkirche St. Jakobus in Weißenstadt[5]

### Mittelfranken
- Pfarrkirche St. Martin in Alfershausen
- St. Gallus in Baldingen
- Bartholomäuskirche in Barthelmesaurach
- St. Sebastian, Cornelius und Cyprian in Binzwangen
- St. Wendel in Buch am Wald
- St. Johannes in Bürglein
- Evangelische Markgrafenkirche in Cadolzburg
- Kirche in Degersheim
- Pfarrkirche St. Georg in Dornhausen in Theilenhofen
- St. Kilian in Emskirchen
- St. Lambertus in Eyb
- Pfarrkirche St. Thomas und Ägidius in Eysölden
- St. Laurentius in Flachslanden
- St. Kilian in Geslau
- St. Maria in Großhaslach
- St. Maria und Wendel in Illesheim
- St. Georg in Kammerstein
- St. Nikolaus in Nürnberg-Kornburg
- St. Margaretha in Lehrberg
- St. Veit in Marktbergel
- St. Ottilia in Pfaffenhofen
- St. Johannes in Reichersdorf
- St. Margaretha in Rügland
- Franzosenkirche in Schwabach
- Johanneskirche in Schwand
- St. Erhard in Sugenheim
- Christuskirche in Tiefenbach
- Markgrafenkirche Treuchtlingen
- Dreifaltigkeitskirche in Unterschwaningen
- St. Martin und Ägidius zu Wald
- St. Maria Evangelisch-lutherische Kirche in Wallesau
- Hofkirche in Weidenbach
- St. Johannes in Wernsbach b. Ansbach
- St. Margareta in Windsbach
- Pfarrkirche St. Johannes in Wirsberg
- St. Johannes Zautendorf

### Unterfranken
- St. Johannes in Castell
- Lutherkirche in Lichtenstein
- St. Johannis in Mainbernheim
- Bartholomäuskirche in Memmelsdorf
- St. Nicolai in Neuses am Berg
- St. Burkard in Obernbreit
- Evangelische Kirche in Prichsenstadt
- St. Matthäus in Rehweiler (einzige fast 250 Jahre alte herrnhutische Saalkirche in Bayern)
- Evangelische St.-Bartholomäus-Kirche in Rödelsee
- St. Peter und Paul in Rüdenhausen
- Evangelische Kirche in Völkershausen

### Schwaben
- St. Oswald in Ederheim
- St. Martin in Lehmingen
- St. Martin in Memmingen-Steinheim
- Friedenskirche in Munningen
- St. Peter und Paul in Steinhart
- St. Veit in Wechingen

### Hohenlohe

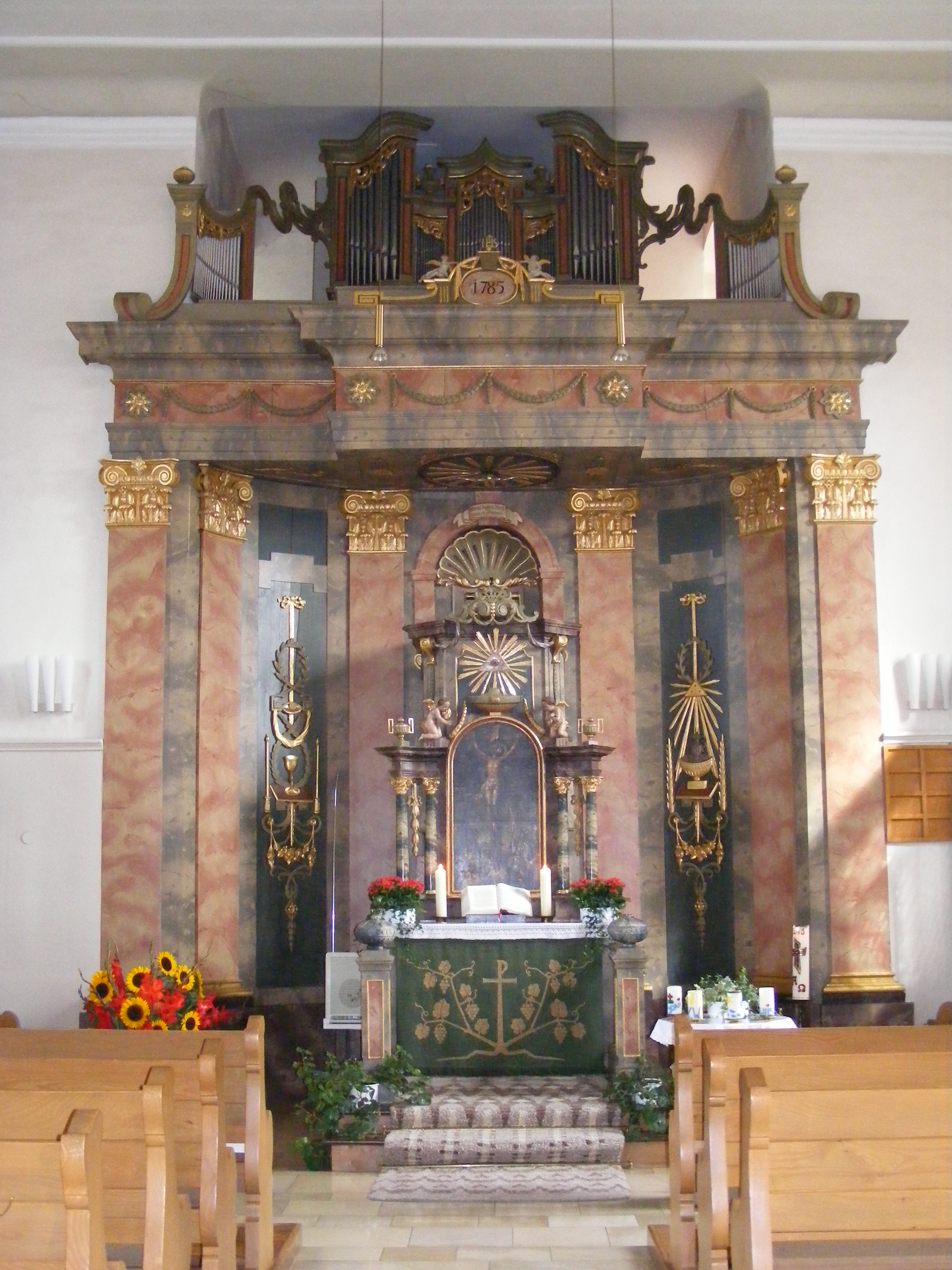
Kanzelwand der evangelischen Kirche Ettenhausen von 1785

- Evangelische Kirche in Ettenhausen, Ortsteil von Schrozberg
- Evangelische Kirche St. Katharina in Amlishagen[6]. Der Kirchturm wurde, wohl aus baustatischen Gründen, nicht auf der steil abfallenden talwärtigen Ostseite (und somit nicht über der Markgräfler Wand), sondern über den westlich gelegenen Haupteingang verlegt.
- Marienkirche Neuenstein-Kirchensall
- Peter-und-Paul-Kirche in Altenmünster, Stadtteil von Crailsheim